# Eldey
63°44′N 22°56′V / 63.733°N 22.933°V
Eldey (islandsk: Ildø) er en lille, ubeboet ø 16 km sydvest for Reykjanes-halvøen i Island. Den er ca. 3 ha stor og hæver sig til 77 m o.h.
På de stejle klippesider yngler havfugle i store mængder, herunder verdens største sule-koloni. Eldey husede også indtil 1844 den sidste ynglekoloni af den nu uddøde gejrfugl. Den 3. juni 1844 blev det sidste ynglepar indsamlet